# Rinorea dentata
Rinorea dentata (P.Beauv.) Kuntze – gatunek roślin z rodziny fiołkowatych (Violaceae). Występuje naturalnie w Afryce Subsaharyjskiej – w Gwinei, Liberii, Ghanie, Beninie, Nigerii, na Wyspach Świętego Tomasza i Książęcej, w Republice Środkowoafrykańskiej, Kamerunie, Gabonie, Kongo, Demokratycznej Republice Konga, Angoli, Tanzanii, Ugandzie, a także prawdopodobnie w Sudanie. 

## Morfologia
PokrójZimozielone drzewo lub krzew. Dorasta do 6 m wysokości. Młode gałęzie są owłosione, ale wkrótce stają się błyszczące.
LiścieBlaszka liściowa ma podługowaty, podługowato odwrotnie jajowaty lub eliptyczny kształt. Mierzy 8–24 cm długości oraz 2,7–8,5 cm szerokości, jest ząbkowana lub piłkowana na brzegu, ma klinową nasadę i spiczasty wierzchołek. Górna powierzchnia jest naga, natomiast od spodu maja często włoski przynajmniej na żyłkach głównych i bocznych. Mają 5–12 par żyłek bocznych. Przylistki są lancetowate. Ogonek liściowy jest nagi i ma 5–12 mm długości.
KwiatyZebrane w tyrsach o długości 5–12 cm, wyrastają na szczytach pędów. Mają działki kielicha o lancetowatym lub owalnie trójkątnym kształcie i dorastające do 2–3 mm długości. Płatki są od eliptycznych do eliptycznie lancetowatych, mają żółtą barwę oraz 3–4 mm długości. Pręciki mają 3,5–3,7 mm długości. Nitki pręcikowe zrośnięte są ze sobą w dolnej połowie.
OwoceTorebki mierzące 18 mm średnicy, o niemal kulistym kształcie.

## Biologia i ekologia
Rośnie w lasach oraz na terenach bagnistych. Występuje na wysokości od 1100 do 1400 m n.p.m.